# Espresso House
Espresso House is een Scandinavische keten van koffiebars, vergelijkbaar met Starbucks. De koffiebar heeft meer dan 255 koffiehuizen verspreid over Zweden, Noorwegen, Finland, Denemarken en Duitsland. Dagelijks komen er anno 2022 ca 100.000 bezoekers.
Espresso House was tot september 2012 eigendom van het Britse durfkapitaalbedrijf Palamon Capital Partners, dat ook Coffee Cup kocht, die in 1997 in Stockholm begon. Beide merken werden verenigd onder de naam Espresso House, waardoor de keten sterk groeide. In september 2012 kocht het Noorse durfkapitaalbedrijf Herkules Capital de keten en in 2015 verkocht het deze aan JAB Holding Company. In 2017 werd de Duitse keten Balzac Coffee Company overgenomen, waarna de filialen van deze keten werden omgebouwd tot Espresso House.

## Foto's
Enkele foto's die de sfeer van Espresso House weergeven.

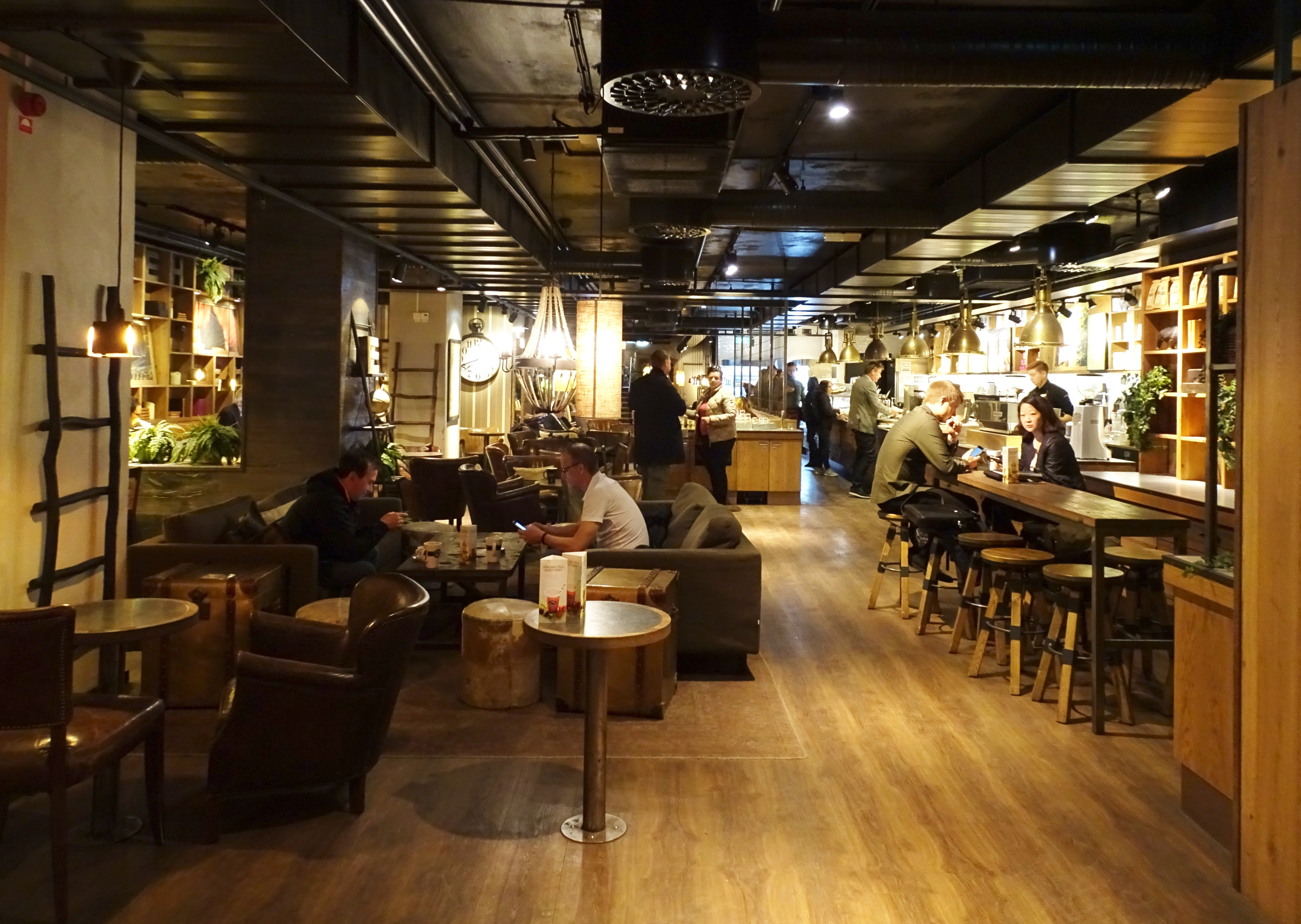
Filiaal in Stockholm
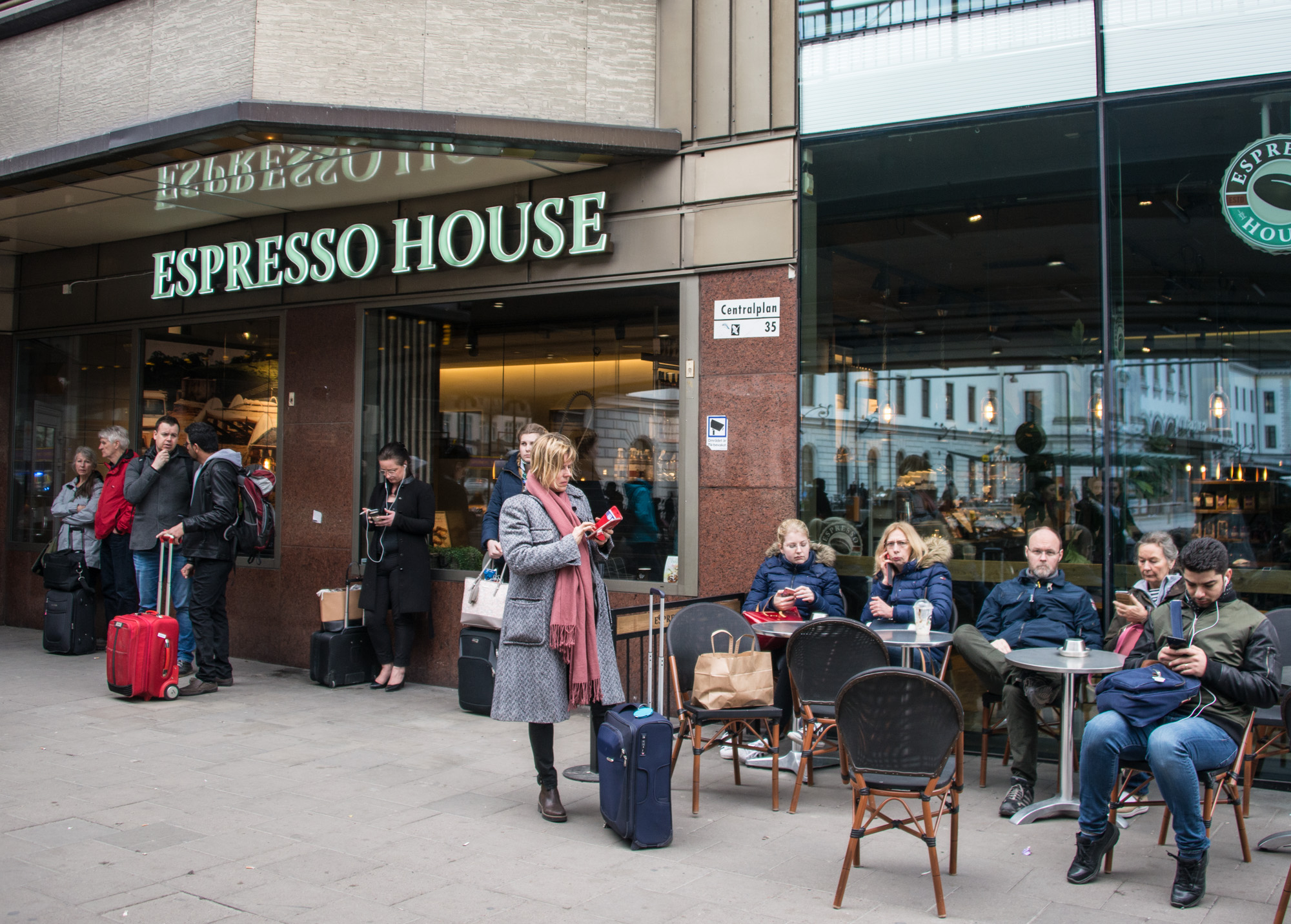
Voorkant van een filiaal in Stockholm